# Leopoldo Girelli
Leopoldo Girelli (* 13. března 1953 Predore) je italský římskokatolický duchovní, arcibiskup a diplomat.

## Život
Narodil se 13. března 1953 v Predore.
Vstoupil do kněžského semináře a po teologickém studium byl 17. června 1978 biskupem Giuliem Oggionim. Následně odešel na studia do Říma. Je absolventem Papežské církevní akademie. Dne 13. července 1987 vstoupil do diplomatických služeb Svatého stolce. 
Působil na apoštolských nunciaturách v Kamerunu a na Novém Zélandu. Poté přešel do sekce pro všeobecné záležitosti Státního sekretariátu. V letech 2001–2006 sloužil na nunciatuře ve Spojené státy amerických.
Dne 13. dubna 2006 jej papež Benedikt XVI. jmenoval apoštolským nunciem v Indonésii a titulárním arcibiskupem z Capri. Biskupské svěcení přijal 17. června z rukou kardinála Angela Sodana a spolusvětiteli byli arcibiskup Robert Sarah a biskup Roberto Amadei. Dne 10. října mu byla přidána nunciatura ve Východním Timoru. Dne 13. ledna 2011 se stal apoštolským nunciem v Singapuru, apoštolským delegátem v Malajsii, Bruneji a nesídlícím papežským reprezentantem ve Vietnamu. Dne 18. června 2011 mu papež svěřil také post nuncia při Sdružení národů jihovýchodní Asie a o měsíc později v Malajsii.
Dne 13. září 2017 byl papežem Františkem jmenován nunciem v Izraeli a delegátem v Jeruzalémě a Palestině. Dva dny poté se stal nunciem na Kypru.
Od 13. března 2021 zastává úřad nuncia v Indii a od 13. září i v Nepálu.